# Lamyristis
Lamyristis is een geslacht van vlinders uit de familie van de zakjesdragers (Psychidae). De wetenschappelijke naam van dit geslacht is voor het eerst voorgesteld door Edward Meyrick in een publicatie uit 1911. De soorten in dit geslacht komen in het Oriëntaals gebied voor.

## Soorten
- Lamyristis bruneiensis Davis, 1998
- Lamyristis eremaea (Meyrick, 1919)
- Lamyristis leucopselia Meyrick, 1911